# Arabis subflava
Arabis subflava är en korsblommig växtart som beskrevs av B.M.G. Jones. Arabis subflava ingår i släktet travar, och familjen korsblommiga växter. Inga underarter finns listade i Catalogue of Life.